# GABPA
La cadena alfa de la proteína de unión a GA es una proteína que en los seres humanos está codificada por el gen GABPA.

## Función
Este gen codifica una de las tres subunidades del factor de transcripción de la proteína de unión a GA que funciona como una subunidad de unión al ADN. Dado que esta subunidad comparte identidad con una subunidad que codifica el gen del factor respiratorio nuclear 2, es probable que esté involucrada en la activación de la expresión de la citocromo oxidasa y el control nuclear de la función mitocondrial. Esta subunidad también comparte identidad con una subunidad que constituye el factor de transcripción E4TF1, responsable de la expresión del gen del adenovirus E4. Debido a su localización cromosómica y su capacidad para formar heterodímeros con otros polipéptidos, este gen puede desempeñar un papel en el fenotipo del síndrome de Down.

## Interacciones
GABPA se ha demostrado que interactúa con el factor de células Host C1, factor de transcripción Sp1 y el factor de transcripción Sp3 .